# Macrotis leucura
Macrotis leucura là một loài động vật có vú trong họ Thylacomyidae, bộ Peramelemorphia. Loài này được Thomas mô tả năm 1887.

## Hình ảnh

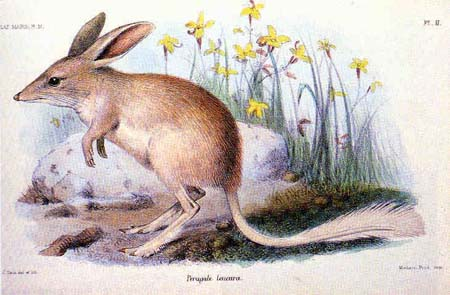
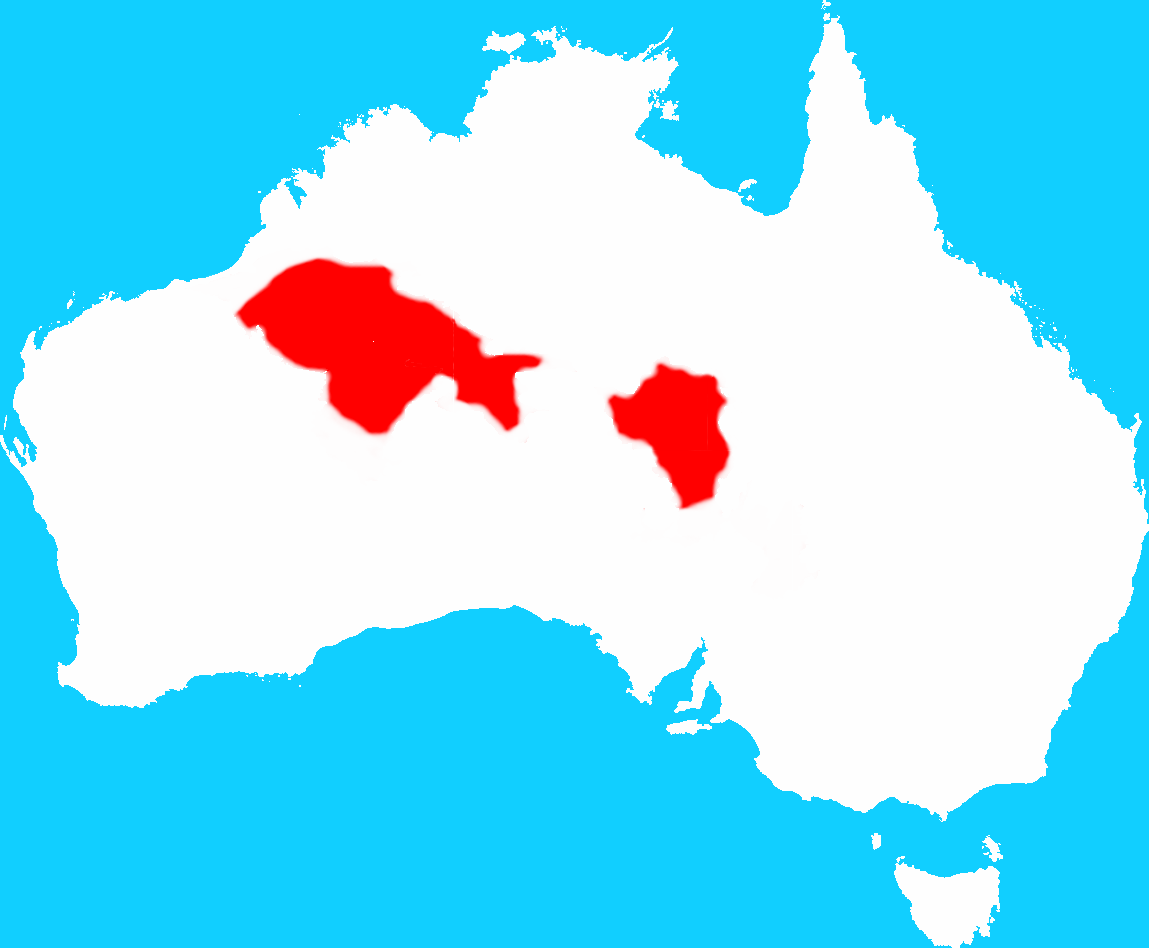